# Guillaume Lekeu
Pour les articles homonymes, voir Lekeu.
Œuvres principales
- Sonate pour piano et violon, 1893
- Quatuor pour piano et cordes, inachevé, 1893
- Adagio pour quatuor d'orchestre, 1891
- Sonate pour violoncelle, 1888

Guillaume Lekeu, né le 20 janvier 1870 à Heusy et mort le 21 janvier 1894 à Angers, est un compositeur belge. Sa disparition prématurée fut également ressentie comme une perte irréparable tant les premières œuvres achevées annonçaient un compositeur très prometteur.

## Biographie
Issu d'un milieu social aisé (son père est négociant en laines), Guillaume Lekeu commence à apprendre la musique dès l'âge de six ans, il reçoit des cours de solfège, de piano et de violon. Il se lie aussi d'amitié avec Mathieu Crickboom, son cadet d'un an.
Il reçoit ses premières leçons de musique du directeur du conservatoire de Verviers, Louis Kéfer. En 1879, ses parents s'installent à Poitiers, où il fréquente le lycée tout en poursuivant ses études de musique en autodidacte. Il compose sa première pièce à l'âge de quinze ans.
En juin 1888, sa famille s'installe à Paris où il commence à étudier la philosophie. Il est initié aux œuvres de Théodore de Wyzewa et poursuit ses études auprès de Gaston Vallin. En août 1889, il se rend à Bayreuth pour voir les opéras de Richard Wagner. À son retour, il étudie le contrepoint et la fugue en privé avec César Franck puis devient l'élève de Vincent d'Indy qui lui apprend l'orchestration.
En 1891, avec sa cantate Andromède, il remporte le second prix au concours du prix de Rome de Belgique, concours auquel se présente également son compatriote vervietois Albert Dupuis. En 1892, d'Indy présente Lekeu à Octave Maus, alors secrétaire du Cercle des XX, basé à Bruxelles. Eugène Ysaye lui demande alors de composer une sonate pour piano et violon, qu’il interprète en mars 1893. Cette sonate reste l'œuvre la plus connue de Lekeu.
Atteint de typhoïde après avoir mangé un sorbet infecté par la salmonela enterica dans un restaurant à Bruxelles début octobre 1893, il meurt trois mois plus tard à l'âge de vingt-quatre ans. Selon Honoré Lejeune, un écrivain et journaliste de Verviers, il aurait contracté cette fièvre en allant rendre visite à un de ses amis, interne dans un hôpital de typhiques à Paris. Il est inhumé au cimetière de Heusy.
En 1892, Lekeu avait rencontré le peintre symboliste Carlos Schwabe avec lequel il avait noué des relations de grande amitié. Après sa mort, le peintre participe aux hommages qui sont alors organisés à sa mémoire. Il réalise le frontispice des œuvres inédites et une affiche pour l'audition d'œuvres de Lekeu, concert dirigé par Vincent d'Indy à la salle d'Harcourt. La mort du jeune compositeur sera à l'origine de toute une partie de l'œuvre du peintre dont Le Destin et La Mort du fossoyeur, œuvres phares de Carlos Schwabe.

## Postérité
En son hommage, un mémorial, réalisé par Adolphe Wansart, lui est consacré à Verviers le 27 septembre 1936 ; la sculpture représente non pas le musicien mais « sa muse, debout, la tête inclinée sur sa lyre ». Plusieurs manifestations à l'occasion du centième anniversaire de la mort du musicien ont permis de mieux le faire connaître. À cette occasion, de nombreuses œuvres connues et moins connues ont été exécutées et enregistrées sur disque compact.

## Ses œuvres
Lekeu a composé une cinquantaine de partitions, dont la majorité est restée dans les archives des conservatoires. Son œuvre est influencée par César Franck, Beethoven et Wagner.
- Andante et variations, 1885
- Marche d’Ophélie, 1887
- Méditation pour quatuor à cordes, 1887
- Sonate pour violoncelle, 1888
- Quatuor à cordes, 1888
- Andante piutosto adagio, pour violon et piano, 1888
- Adagio molto espressivo, pour deux violons et piano, 1888
- Molto adagio, pour quatuor à cordes, 1889
- Prélude pour Barberine, 1889
- Première étude symphonique (Chant de triomphale délivrance), 1889
- Deuxième étude symphonique (Hamlet et Ophélie), 1889-1890
- Fantaisie contrapuntique sur un cramignon liégeois, 1890
- Trio avec piano, 1891
- Adagio pour quatuor d'orchestre, 1891
- Epithalame pour cordes, trois trombones et orgue, 1891
- Chant lyrique, pour chœur et orchestre, 1891
- Introduction et Adagio, pour tuba et orchestre d'harmonie, 1891, dédié à Henri Joseph Faniel (1857-?)
- Trois poèmes pour chant et piano (Sur une tombe, Ronde, Nocturne), 1892
- Andromède, poème lyrique et symphonique, 1892
- Larghetto, pour violoncelle et orchestre, 1892
- Fantaisie pour orchestre sur deux airs populaires angevins, 1892-1893
- Sonate pour piano et violon, 1893
- Quatuor pour piano et cordes, inachevé, 1893
- Sonate pour piano, date inconnue
- Andante sostenuto, pour piano à quatre mains, date inconnue
- Trois pièces pour piano : Chansonnette sans parole, Valse oubliée, Danse joyeuse, date inconnue
- Les Pavots , chanté le 27 mai 1913 par Spéranza Calo-Séailles à la Salle Pleyel